# (533507) 2014 HV199
(533507) 2014 HV199 est un objet transneptunien d'un diamètre estimé à 226 km.